# آیا این عشق است؟
آیا این عشق است؟ (به هندی: Kya Yehi Pyaar Hai) یا عشق نافرجام فیلمی محصول سال ۲۰۰۲ و به کارگردانی کی. مورالیموهان رائو است. در این فیلم بازیگرانی همچون آفتاب شیودسانی، آمیشا پاتل، جکی شروف، اشیش ویدیارتی، انوپاما ورما ایفای نقش کرده‌اند.